# گیلاس (فیلم)
«گیلاس» (انگلیسی: Cherry (film)) فیلمی در ژانر کمدی است که در سال ۲۰۱۰ منتشر شد.